# İbrahim Kaypakkaya
İbrahim Kaypakkaya (1949. Çorum - 1973. május 18.) török kommunista forradalmár volt. 1972-ben létrehozta a Török Kommunista Pártot (Marxista-Leninista).
Az 1971-es katonai kijelentéseket követően a török kormány letörte a kommunista mozgalmat Törökországban. Kaypakkayát másokkal együtt letartóztatták, 1973-ban meghalt a börtönben.

## Élete
İbrahim Kaypakkaya 1949-ben született Çorum városában. Diákkorában ismerkedett meg az élete végéig képviselt forradalmi eszmékkel Isztambulban. Újságíróként dolgozott az  İşçi-Köylü (Munkás-Földműves) című lapnak. Elszakadt a Doğu Perinçek által vezetett Török Kommunista Párttól, mivel revizionistának tartotta az elveiket. Ezután, 1972-ben megalapította a Török Kommunista Pártot (Marxista-Leninista).
Több fegyveres összecsapáson is túlesve megpróbált sebesülten elrejtőzni egy faluban, de az egyik helyi tanár feladta a csendőrségnek. Május 18-án, 1973-ban halt meg a börtönben anélkül, hogy bíróság elé került volna az ügye. Más forrás szerint a börtönben agyonlőtték. 2000-ben a TIKKO három tagja bosszúból lelőtte azt a személyt, aki feljelentette Kaypakkayát.